# Attaque de Boulikessi (2025)
Pour les articles homonymes, voir Attaque de Boulikessi.
Guerre du Mali
Batailles
L’attaque de Boulikessi a lieu le 1er juin 2025 pendant la guerre du Mali. Elle s'achève par la victoire des djihadistes qui s'emparent du camp militaire des forces armées maliennes de Boulikessi.

## Déroulement
Le 1er juin 2025, les djihadistes lancent une attaque sur la ville de Boulikessi, dans la région de Douentza près de la frontière avec le Burkina Faso. Le Groupe de soutien à l'islam et aux musulmans revendique la prise de la caserne et diffuse des vidéos des combats. L'armée malienne déclare quant à elle avoir « vigoureusement réagi à cette attaque perpétrée dans le centre du Mali avant de se replier ». Les djihadistes pillent les stocks d'armes de la caserne puis évacuent les lieux.

## Pertes
Le 4 juin, le GSIM revendique la mort de plus de 100 militaires et la capture de 22 autres. Peu après l'attaque, le groupe djihadiste diffuse notamment des vidéos des captifs, divisés en petits groupes. Le 10 juin, il diffuse une autre vidéo, où apparaissent 20 soldats maliens capturés à Boulikessi,.
RFI fait pour sa part état, selon plusieurs sources locales, notamment sécuritaires maliennes, de 75 à plus de 90 morts à la date du 3 juin, puis d'une centaine de morts le lendemain, à la suite de la découverte de nouveaux corps.
RFI indique également que des hommes du groupe Wagner figurent parmi les morts, selon plusieurs sources sécuritaires et civiles maliennes, bien qu'aucun corps de mercenaire russe n'ait été exhibé dans les publications du GSIM.
L'armée malienne ne donne quant à elle aucun bilan.

## Suites
L'armée malienne reprend ensuite possession du camp, mais elle subit une nouvelle attaque le 5 juin, qui coûte la vie à plusieurs militaires. Le lendemain, le camp est abandonné par l'armée malienne,. 

## Vidéographie
- [vidéo] Mali : le JNIM intensifie la pression sur l’armée à Tombouctou, Boulkessi et Dioura, France 24, 2 juin 2025.
- [vidéo] Mali : le JNIM continue son offensive et appelle à la "formation d’un gouvernement légitime", France 24, 11 juin 2025.